# Арахчын
Арахчын (аракчин) (азерб. Araxçın) — азербайджанский национальный головной убор.
Арахчын ещё в Средние века был у азербайджанцев традиционным головным убором, широко распространённым среди них. Эта круглая, облегающая голову шапочка шилась из разных тканей, обязательно с однотонной подкладкой. Арахчын надевали под другие головные уборы — под папаху, чалму: ходить в нём за пределами села без папахи или чалмы считалось неприличным, это разрешалось только детям. А дома, в повседневной жизни можно было носить его и без верхнего головного убора. Арахчын надевали в основном молодые азербайджанцы.